# John Mollo
Pour les articles homonymes, voir Mollo.
Ne pas confondre avec le batteur américain John Molo (né en 1953).
John Mollo est un costumier anglais, né le 18 mars 1931 à Londres et mort le 25 octobre 2017 à Froxfield dans le Wiltshire en Angleterre.

## Biographie
Au cinéma, John Mollo est costumier sur dix-sept films (américains, britanniques ou en coproduction), depuis Star Wars, épisode IV : Un nouvel espoir de George Lucas (1977, avec Mark Hamill, Carrie Fisher et Harrison Ford) jusqu'à Event Horizon, le vaisseau de l'au-delà de Paul W. S. Anderson (1997, avec Laurence Fishburne et Sam Neill).
Dans l'intervalle, citons Alien de Ridley Scott (1979, avec Tom Skerritt et Sigourney Weaver), Gandhi (1982, avec Ben Kingsley dans le rôle-titre) et Chaplin (1992, avec Robert Downey Jr. dans le rôle-titre) de Richard Attenborough, Greystoke, la légende de Tarzan de Hugh Hudson (1984, avec Christophe Lambert et Andie MacDowell), ainsi que Chasseur blanc, cœur noir de Clint Eastwood (1990, avec le réalisateur et Jeff Fahey).
L'épisode IV de la saga Star Wars et Gandhi précités lui permettent chacun de gagner un Oscar de la meilleure création de costumes, sans compter d'autres distinctions.
Pour la télévision britannique, John Mollo conçoit des costumes pour dix téléfilms diffusés de 1993 à 2003, dont huit réalisés par Andrew Grieve de la série Hornblower (1998-2003, avec Ioan Gruffudd dans le rôle-titre), après laquelle il se retire.

## Filmographie partielle

### Cinéma
- 1977 : Star Wars, épisode IV : Un nouvel espoir (Star Wars Episode IV: A New Hope) de George Lucas
- 1979 : Alien de Ridley Scott
- 1980 : Star Wars, épisode V : L'Empire contre-attaque (Star Wars Episode V: The Empire Strikes Back) d'Irvin Kershner
- 1981 : Outland de Peter Hyams
- 1982 : Gandhi de Richard Attenborough
- 1984 : Greystoke, la légende de Tarzan (Greystoke: The Legend of Tarzan, Lord of the Apes) de Hugh Hudson
- 1985 : Le Roi David (King David) de Bruce Beresford
- 1985 : Revolution de Hugh Hudson
- 1987 : Cry Freedom de Richard Attenborough
- 1990 : Air America de Roger Spottiswoode
- 1990 : Chasseur blanc, cœur noir (White Hunter, Black Heart) de Clint Eastwood
- 1992 : Chaplin de Richard Attenborough
- 1993 : Les Trois Mousquetaires (The Three Musketeers) de Stephen Herek
- 1994 : Le Livre de la jungle (The Jungle Book) de Stephen Sommers
- 1997 : Event Horizon, le vaisseau de l'au-delà (Event Horizon) de Paul W. S. Anderson

### Télévision
- 1998-2003 : Hornblower, série de huit téléfilms réalisés par Andrew Grieve
  - Hornblower: The Even Chance (1998)
  - Hornblower: The Examination for Lieutenant (1998)
  - Hornblower: The Duchess and the Devil (1999)
  - Hornblower: The Frog and the Lobsters (1999)
  - Hornblower: Mutiny (2001)
  - Hornblower: Retribution (2001)
  - Hornblower: Loyalty (2003)
  - Hornblower: Duty (2003)

## Distinctions (sélection)

### Récompenses
- Oscar de la meilleure création de costumes :
  - En 1978, pour Star Wars, épisode IV : Un nouvel espoir ;
  - Et en 1983, pour Gandhi.
- Saturn Award des meilleurs costumes :
  - En 1978, pour Star Wars, épisode IV : Un nouvel espoir.

### Nominations
- British Academy Film Award des meilleurs costumes :
  - En 1979, pour Star Wars, épisode IV : Un nouvel espoir ;
  - En 1980, pour Alien ;
  - En 1983, pour Gandhi ;
  - Et en 1993, pour Chaplin.
- Saturn Award des meilleurs costumes :
  - En 1981, pour Star Wars, épisode V : L'Empire contre-attaque ;
  - Et en 1985, pour Greystoke, la légende de Tarzan.